# Kevin Hector
Kevin James Hector, född den 2 november 1944 i Leeds, är en engelsk före detta professionell fotbollsspelare (anfallare). Han spelade två landskamper för England 1973.
Hector inledde sin proffskarriär i Bradford (Park Avenue) och köptes hösten 1966 av Derby County för 34 000 pund. Han har klubbrekordet i antal ligamatcher för Derby County, 486 stycken, mellan 1966 och 1982. Hector var en pilsnabb kontringsspelare som ofta högg på långa djupledspassningar och sällan missade en målchans när den dök upp. Han innehar legendstatus i Derby County, den klubb han representerade större delen av sin karriär och i två omgångar. Bara Steve Bloomer har gjort fler mål i klubbens historia.
Hector spelade några år i slutet av 1970-talet och början av 1980-talet i den nordamerikanska fotbollsligan North American Soccer League (NASL). Under säsongsuppehållen i NASL spelade han för olika amatörklubbar hemma i England. Derbys dåvarande tränare Colin Addison behövde dock en målfarlig spelare för att förstärka klubben som då kämpade för sin existens i Second Division, och kallade in Hector under Derbys fanor igen. I den avgörande matchen mot Watford gjorde Hector matchens enda mål och räddade därmed kvar klubben i divisionen. Hector avslutade sedan karriären i amatörklubben Belper Town, som han hjälpte till divisionsseger säsongen 1984/85.

## Kultfakta
- Hector var den första engelska spelare som gjorde mål mot en italiensk klubb på italiensk mark när han gjorde Derbys enda mål i 1–3-förlusten mot Juventus i Turin den 11 april 1973 i Europacupens semifinal.
- En av de två matcher Hector gjorde för det engelska landslaget var 1–1-matchen mot Polen på Wembley 1973 i kvalet till VM 1974 i Västtyskland. Hector satt på avbytarbänken med bland andra Kevin Keegan, som var påtänkt som inhoppare, men i sista minuten ändrade sig förbundskaptenen Sir Alf Ramsey och satte in Hector i stället. Keegan har senare erkänt att detta var en av hans absolut största besvikelser. England behövde vinna matchen och det oavgjorda resultatet gjorde att det i stället blev Polen som tog sig till VM på Englands bekostnad. Polen tog senare brons i Västtyskland.